# Delphinium xantholeucum
Delphinium xantholeucum là một loài thực vật có hoa trong họ Mao lương. Loài này được Piper mô tả khoa học đầu tiên năm 1906.